# حكاية الجرح (فلم)
حكاية الجرح (باليابانية: 傷物語) سلسلة أفلام أنمي من إخراج تاتسويا اويشي وانتاج ستديو شافت. مقتبة من رواية خفيفة تحمل نفس الاسم جزء من سلسلة مونوغاتاري من تأليف إيشين نيشيو. الفيلم الأول بعنوان «كيزومونوغاتاري: حديدية الدم» (باليابانية: 傷物語I 鉄血篇) صدر في 8 كانون الثاني 2016. الفيلم الثاني بعنوان «كيزومونوغاتاري: حارة الدم» (باليابانية: 傷物語II 熱血篇) صدر في 19 آب 2016. والفيلم الثالث والاخير بعنوان «كيزومونوغاتاري: باردة الدم» (باليابانية: 傷物語III 冷血篇) صدر في 6 كانون الثاني 2017.

## وصلات خارجية
- الموقع الرسمي